# دوبوکو (اوژیتسه)
دوبوکو (به صربی: Duboko) یک منطقهٔ مسکونی در صربستان است.